# Alewtina Olunina
Alewtina Siergiejewna Olunina, z domu Smirnowa, później Panarina (ros. Алевтина Сергеевна Олюнина, z d. Смирнова, później Панарина, ur. 15 sierpnia 1942 w Pczołkinie) – rosyjska biegaczka narciarska reprezentująca Związek Radziecki, dwukrotna medalistka olimpijska i dwukrotna medalistka mistrzostw świata

## Kariera
Igrzyska olimpijskie w Grenoble w 1968 r. były jej olimpijskim debiutem. Zajęła tam 20. miejsce w biegu na 5 km, a na dystansie 10 km stylem klasycznym była jedenasta. Cztery lata później, na igrzyskach olimpijskich w Sapporo zajęła drugie miejsce w biegu na 10 km, przegrywając jedynie ze swoją rodaczką Galiną Kułakową. Ponadto wspólnie z Galiną Kułakową i Lubow Muchaczową triumfowała w sztafecie 3 × 5 km. Na tych samych igrzyskach zajęła także 4. miejsce w biegu na 5 km, przegrywając walkę o brązowy medal z Heleną Šikolovą z Czechosłowacji o zaledwie 0,08 sekundy.
W 1970 r. wystartowała na mistrzostwach świata w Wysokich Tatrach. Wraz z Galiną Kułakową i Niną Fiodorową zdobyła złoty medal w sztafecie 3 × 5 km. Triumfowała także w biegu na 10 km techniką klasyczną. Na kolejnych mistrzostwach świata już nie startowała.
Wielokrotnie zdobywała tytuł mistrza Związku Radzieckiego, zwyciężając na dystansie 5 km (1968 i 1972) oraz w sztafecie (1967, 1969-74).

## Osiągnięcia

### Igrzyska olimpijskie
| Miejsce | Dzień     | Rok  | Miejscowość | Konkurencja             | Czas biegu | Strata  | Zwyciężczyni     |
| ------- | --------- | ---- | ----------- | ----------------------- | ---------- | ------- | ---------------- |
| 11.     | 9 lutego  | 1968 | Grenoble    | 10 km stylem klasycznym | 36:46,5    | +2:23,8 | Toini Gustafsson |
| 20.     | 13 lutego | 1968 | Grenoble    | 5 km stylem klasycznym  | 16:45,2    | +58,0   | Toini Gustafsson |
| 2.      | 6 lutego  | 1972 | Sapporo     | 10 km stylem klasycznym | 34:17,82   | +36,29  | Galina Kułakowa  |
| 4.      | 9 lutego  | 1972 | Sapporo     | 5 km stylem klasycznym  | 30:13,41   | +6,90   | Galina Kułakowa  |
| 1.      | 12 lutego | 1972 | Sapporo     | Sztafeta 3 × 5 km       | 48:46,15   | -       | -                |

### Mistrzostwa świata
| Miejsce | Dzień     | Rok  | Miejscowość   | Konkurencja             | Czas biegu | Strata | Zwyciężczyni |
| ------- | --------- | ---- | ------------- | ----------------------- | ---------- | ------ | ------------ |
| 1.      | 18 lutego | 1970 | Wysokie Tatry | 10 km stylem klasycznym | 36:19,00   | -      | -            |
| 1.      | 20 lutego | 1970 | Wysokie Tatry | Sztafeta 3 × 5 km       | 54:32,18   | -      | -            |